# سنديان صبغي
سنديان صبغي أو سنديان صباغي أو سنديان أسود شرقي أو سنديان أسود (الاسم العلمي: Quercus velutina)، هو نوع من أنواع السنديان الأحمر (مجموعة Quercus. Lobatae) من جنس السنديان. ينتشر على نطاق واسع في شرق ووسط أمريكا الشمالية، ويوجد في جميع الولايات الساحلية من ولاية ماين إلى ولاية تكساس، وفي الداخل حتى ميشيغان وأونتاريو ومينيسوتا ونبراسكا وكنساس وأوكلاهوما وشرق تكساس.